# World Cyber Games 2011
World Cyber Games 2011 odbyły się w Pusan w dniach 8 – 11 grudnia 2011. Po raz piąty w dziejach tej imprezy turniej był organizowany w Korei Południowej. Po 8 latach cyberolimpiada wraca do kraju, w którym powstała. Areną zmagań graczy była hala Busan Exhibition and Convention Center.

## Rozgrywane konkurencje
Uczestnicy World Cyber Games w Busanie w 2011 roku rywalizowali w 13 konkurencjach.
- First-Person Shooter
  -  Counter-Strike 1.6
  -  Special Force

- MMORPG
  -  Dungeon & Fighter
  -  Lost Saga
  -  World of Warcraft: Cataclysm

- Real-Time Strategy
  -  League of Legends
  -  StarCraft Ⅱ: Wings of Liberty
  -  Warcraft Ⅲ: The Frozen Throne

- Sport
  -  FIFA 11
  -  Carom3D

- Sztuki walki
  -  Tekken 6

- Wyścigi
  -  Asphalt 6

## Medaliści
| Konkurencja                     | Gold             | Silver        | Bronze               | 4. miejsce     |
| Counter-Strike 1.6              | ESC Gaming       | SK-Gaming     | Moscow Five          | NEXT.kz        |
| Special Force                   | Annul            | Amotel        | WAYI Spider          | Optimal        |
| StarCraft II: Wings of Liberty  | Mvp              | XiGua         | Kas                  | TitaN          |
| League of Legends               | Chicks Dig Elo   | Gameburg      | Counter Logic Gaming | Jerome_NEGGRET |
| Cross Fire                      | Liaoning_Dongjia | HAMMERTIME    | ruLegends            | Team_Canada    |
| Warcraft III: The Frozen Throne | Lyn              | Sky           | Fly100               | Hawk           |
| World of Warcraft               | OMG              | Kimchi_Man    | Anarky-DKP           | Team Italy     |
| FIFA Soccer 2011                | deto             | hom3r         | Lonewolf92           | Schiewe        |
| Tekken 6                        | NOBI             | dejavu        | JDCR                 | Yuu            |
| Asphalt 6                       | IPE Dark         | SOFt          | PLANET               | slyfoxlover    |
| Lost Saga                       | Team Korea       | The Foot Clan | Fire Cyber           | Team Spain LS  |
| Dungeon & Figther               | Jeongsangcheon   | YEMENQIU      | cjh1025              | QiWu0          |
| Carom 3D                        | InmORtall        | Diieego       | HI_ISTLER            | TwinS_KluB0    |

## Polscy reprezentanci
Polska po raz 11. uczestniczyła w Światowych Igrzyskach Cybernetycznych. Reprezentacja Polski na World Cyber Games 2011 w Busanie liczyła 15 e-sportowców.

### Zdobyte medale
| Medale według dni | Medale według dni | Medale według dni | Medale według dni | Medale według dni | Medale według dni | Medale według dni |
| ----------------- | ----------------- | ----------------- | ----------------- | ----------------- | ----------------- | ----------------- |
| Dzień             | Data              |                   |                   |                   | W sumie           |                   |
| Dzień 0           | 8                 | —                 | —                 | —                 | —                 |                   |
| Dzień 1           | 9                 | 0                 | 0                 | 0                 | 0                 |                   |
| Dzień 2           | 10                | 0                 | 0                 | 0                 | 0                 |                   |
| Dzień 3           | 11                | 1                 | 2                 | 1                 | 4                 |                   |
| W sumie           | —                 | 1                 | 2                 | 1                 | 4                 |                   |

#### Złote
- Mariusz Cybulski, Jakub Gurczyński, Filip Kubski, Jarosław Jarząbkowski, Wiktor Wojtas (ESC Gaming) – Counter-Strike 1.6 (11 grudnia)

#### Srebrne
- Bartosz Piętka (hom3r) – FIFA 11 (11 grudnia)
- Marcin Marczak, Krystian Przybylski, Mateusz Szkudlarek, Marek Kukier, Kondrad Kukier (Gameburg) – League of Legends (11 grudnia)

#### Brązowe
- Kamil Zalewski (PLANET) – Asphalt 6 (11 grudnia)

## Klasyfikacja medalowa
| Lp. | Państwo           | złoto | srebro | brąz | razem | +/- WCG 2010 |
| --- | ----------------- | ----- | ------ | ---- | ----- | ------------ |
| 1.  | Korea Południowa  | 6     | 2      | 2    | 10    | 0            |
| 2.  | Polska            | 1     | 2      | 2    | 5     | +12          |
| 3.  | Chiny             | 1     | 3      | 1    | 5     | +9           |
| 4.  | Stany Zjednoczone | 1     | 2      | 0    | 3     | +1           |
| 5.  | Chińskie Tajpej   | 1     | 0      | 2    | 3     | n/d          |
| 6.  | Japonia           | 1     | 0      | 0    | 1     | +4           |
| 7.  | Niemcy            | 1     | 0      | 0    | 1     | -4           |
| 8.  | Bułgaria          | 1     | 0      | 0    | 1     | n/d          |
| 9.  | Brazylia          | 0     | 2      | 0    | 1     | -6           |
| 10. | Szwecja           | 0     | 1      | 0    | 1     | -3           |
| 11. | Tajlandia         | 0     | 1      | 0    | 1     | n/d          |
| 12. | Rosja             | 0     | 0      | 2    | 1     | +3           |
| 13. | Ukraina           | 0     | 0      | 1    | 1     | -6           |
| 14. | Włochy            | 0     | 0      | 1    | 1     | n/d          |
| 15. | Kanada            | 0     | 0      | 1    | 1     | n/d          |
| 16. | Indie             | 0     | 0      | 1    | 1     | n/d          |